# Аквилий
Акви́лий (лат. aquila — «орёл») — мужское личное имя латинского происхождения. Также Аквилии — древний патрицианский род Древнего Рима.

## Известные носители имени
- Гай Аквилий Туск (Gaius Aquillius Tuscus) — консул Римской Республики в 487 году до нашей эры
- Гай Аквилий Флор (Gaius Aquillius Florus) — консул Римской Республики 259 года до н.э., участник Первой Пунической войны
- Маний Аквилий:[править]  -  Маний Аквилий — консул Древнего Рима 129 до н. э.;
  -  Маний Аквилий (ум. 88 г. до н. э.) — консул Древнего Рима 101 до н. э.
- Марк Аквилий Флор — отец Гая Аквилия Флора
- Публий Аквилий Галлий (Publius Aquillius Gallus) — римский плебейский трибун в 55 году до н.э.